# Dryptodon comosum
Dryptodon comosum là một loài Rêu trong họ Grimmiaceae. Loài này được (Schwägr.) Fürnr. mô tả khoa học đầu tiên năm 1851.